# Подшивалов, Юрий Александрович
Ю́рий Алекса́ндрович Подшива́лов (4 декабря 1936, Пермь — 29 мая 2013, там же) — советский и российский тренер по боксу. Многолетний тренер спортивного общества «Трудовые резервы», личный тренер первого советского чемпиона мира, бронзового призёра Олимпийских игр Василия Соломина. Заслуженный тренер СССР (1977). Заслуженный тренер РСФСР (1974).

## Биография
Юрий Подшивалов родился 4 декабря 1936 года в Перми. Окончил пермское ремесленное училище № 8, после чего работал слесарем на Заводе им. Ленина.
В молодости сам серьёзно занимался боксом, три раза побеждал на первенстве Пермской области в зачёте тяжёлой весовой категории.
Во время службы в Вооружённых Силах СССР участвовал в подавлении венгерского восстания.
В 1966 году окончил Ленинградский техникум физической культуры и спорта. В течение многих лет работал боксёрским тренером в добровольном спортивном обществе «Трудовые резервы» в Перми, где подготовил целую плеяду выдающихся боксёров — за это в 1974 году ему было присвоено звание заслуженного тренера РСФСР.
Наиболее известен широкой общественности как личный тренер заслуженного мастера спорта Василия Соломина, бронзового призёра летних Олимпийских игр в Монреале, первого советского чемпиона мира по боксу, четырёхкратного чемпиона СССР. Соломин тренировался у него с шестнадцати лет на протяжении большей части своей спортивной карьеры (в конце карьеры в течение некоторого времени также был подопечным В. П. Агеева). За подготовку этого выдающегося спортсмена в 1977 году Юрий Подшивалов был удостоен почётного звания «Заслуженный тренер СССР».
Впоследствии тренировал боксёров в пермском спортивном клубе «Дзержинец». Занимал должность директора базы отдыха Завода им. Ленина (ныне Мотовилихинские заводы).
После распада Советского Союза работал тренером по боксу в физкультурно-спортивном обществе «Юность России». Возглавлял Ассоциацию юношеского и молодёжного бокса Прикамья.
Умер после продолжительной болезни 29 мая 2013 года в Перми в возрасте 76 лет.
Ежегодно в Перми проводится традиционных боксёрский турнир на призы заслуженного тренера СССР Юрия Александровича Подшивалова.